# Muzeum Pojazdów Konnych w Pilaszkowie
Muzeum Pojazdów Konnych – muzeum w miejscowości Pilaszków działające od 2003. Muzeum posiada 52 pojazdy konne, a wśród nich:
- bryczki o różnym przeznaczeniu,
- powozy,
- karety,
- faetony,
- wozy chłopskie,
- dorożki,
- ale także sanie, wóz cygański.